# مايج كينيدي
مايج كينيدي (بالإنجليزية: Madge Kennedy)‏ هي ممثلة أمريكية، ولدت في 19 أبريل 1891 بشيكاغو في الولايات المتحدة، وتوفيت في 9 يونيو 1987 في الولايات المتحدة. بدأت مشوارها المهني سنة 1912.

## أعمال

### أفلام
- (1956) رغبة في الحياة
- (1969) هم يقتلون الخيول، أليس كذلك ؟[4]

## وصلات خارجية
- مايج كينيدي على موقع IMDb (الإنجليزية)
- مايج كينيدي على موقع أول موفي (الإنجليزية)
- مايج كينيدي على موقع قاعدة بيانات برودواي على الإنترنت (الإنجليزية)
- مايج كينيدي على موقع قاعدة بيانات الأفلام السويدية (السويدية)
- مايج كينيدي على موقع إن إن دي بي (الإنجليزية)
- مايج كينيدي على موقع قاعدة بيانات الفيلم (الإنجليزية)